# Parkinson Peak
Der Parkinson Peak ist ein 690 m hoher und pyramidenförmiger Berg unweit der Nordküste des ostantarktischen Viktorialands. Er befindet sich im nordzentralen Teil der Wilson Hills und überragt ein Gebiet aus Gebirgskämmen, welche die Wasserscheide zwischen dem Tomilin- und dem Noll-Gletscher darstellten.
Der Berg wurde im März von einer luftunterstützten Mannschaft unter der Leitung des australischen Polarforschers Phillip Law im Rahmen der Australian National Antarctic Research Expeditions besucht. Namensgeber ist der australische Geophysiker Wilfred Dudley Parkinson (1919–2001), ein Teilnehmer an der Forschungsreise.